# Snillfjord
Snillfjord este o comună din provincia Sør-Trøndelag, Norvegia.